# Holgate, Ohio
Holgate är en ort i Henry County i delstaten Ohio, USA.